# Fernando Peralta
Fernando Peralta est un joueur d'échecs argentin né le 16 décembre 1979 à Lomas de Zamora. Grand maître international depuis 2004, il a remporté le championnat d'Argentine d'échecs quatre fois de 2006 à 2022.
Au 1er février 2018, il est le troisième joueur argentin avec un classement Elo de 2 568 points.

## Carrière
Fernando Peralta a remporté le championnat d'Argentine d'échecs en 2006, 2018, 2021 (championnat 2020) et 2022.
Fernando Peralta a participé à la coupe du monde d'échecs 2007 à Khanty-Mansiïsk où il fut éliminé au premier tour par Ernesto Inarkiev.
Il a représenté l'Argentine lors des olympiades de 2002, 2006, 2008, 2010, 2012, 2014 et 2016, jouant au premier échiquier lors des olympiades de 2012, 2014 et 2016,.